# Gabi Pessanha
Gabrieli Pessanha (nascida na Cidade de Deus no Rio de Janeiro no dia 08 de agosto de 2000) é uma faixa-preta de jiu-jitsu brasileiro formada por Márcio de Deus e representante da equipe InFight no circuito profissional da modalidade. Ganhou destaque ainda na adolescência como uma das atletas mais promissoras do esporte, competindo nos circuitos da International Brazilian Jiu-Jitsu Federation (IBJJF) e da UAE Jiu-Jitsu Federation (UAEJJF), onde conquistou inúmeros títulos, incluindo medalhas de ouro nos campeonatos Mundial, Europeu, Pan-Americano e Brasileiro. Ao longo de sua carreira, tornou-se a atleta mais vitoriosa da história do jiu-jitsu feminino, acumulando múltiplas conquistas de ouro duplo e vitórias consecutivas no Grand Slam da IBJJF — feito que consiste em vencer, no mesmo ano, os campeonatos Europeu, Brasileiro, Pan-Americano e Mundial. 

## Início da carreira
Aos 17 anos, ela foi a única atleta a conquistar um duplo IBJJF Grand Slam [en] na faixa roxa em 2018, vencendo os Mundiais, os Euros, os Pans e o Brasileiros.

## Carreira na faixa preta
Aos 18 anos, Pessanha foi promovida a faixa preta em junho de 2019 por Márcio de Deus.
Pessanha competiu no BJJ Bet 2 em 1º de agosto de 2021, onde enfrentou a multicampeã mundial  Tayane Porfírio no co-evento principal, perdendo por dois pontos. Em 6 de setembro de 2021, Pessanha conquistou o ouro na divisão superpesada do Campeonato Pan-Americano da IBJJF. Ela terminou o ano vencendo medalhas de ouro nas divisões superpesada e absoluta no Campeonato Mundial da IBJJF em 12 de dezembro de 2021. Pessanha terminou o ano com um recorde de 31-5 e foi premiada como "Lutadora Feminina do Ano" no JitsMagazine BJJ Awards de 2021.

### 2022 - Primeiro duplo Grand Slam
Pessanha teve um ano de sucesso sem precedentes em 2022, começando com medalhas de ouro nas divisões superpesada e absoluta no  Campeonato Europeu da IBJJF em 20 de fevereiro de 2022. Ela repetiu o feito no Campeonato Pan-Americano da IBJJF em 10 de abril de 2022, vencendo novamente nas divisões superpesada e absoluta. Em seu terceiro grande torneio da IBJJF do ano, ela conquistou ouro nas divisões superpesada e absoluta novamente no Campeonato Brasileiro de Jiu-Jitsu. Para encerrar o ano, Pessanha venceu mais um par de medalhas de ouro nas divisões superpesada e absoluta no Campeonato Mundial da IBJJF em 5 de junho de 2022, completando um IBJJF Grand Slam [en]. Ela terminou o ano com mais de 50 vitórias em competições e nenhuma derrota, recebendo o prêmio de "Lutadora Feminina do Ano (Gi)" no JitsMagazine BJJ Awards de 2022.

### 2023 - Segundo duplo Grand Slam
Pessanha começou 2023 da mesma forma, conquistando medalhas de ouro nas divisões superpesada e absoluta no Campeonato Europeu da IBJJF em 29 de janeiro de 2023. Ela continuou seu sucesso no Campeonato Pan-Americano da IBJJF em 26 de março de 2023, vencendo novamente as divisões superpesada e absoluta. Pessanha então competiu no IBJJF Rio Fall Open em 1º de abril de 2023, onde venceu cinco lutas consecutivas e levou medalhas de ouro nas divisões superpesada e absoluta. Em 7 de maio de 2023, Pessanha retornou ao Campeonato Brasileiro de Jiu-Jitsu e mais uma vez venceu as divisões superpesada e absoluta no evento. Pessanha voltou ao Campeonato Mundial da IBJJF 2023 em 3 e 4 de junho, vencendo novamente as divisões superpesada e absoluta.
Pessanha competiu no IBJJF Vitória Open 2023 em 5 de agosto de 2023 e conquistou medalhas de ouro nas divisões superpesada e absoluta. Em seguida, competiu no IBJJF Jiu-Jitsu Con International em 1º de setembro de 2023 e venceu medalhas de ouro nas divisões superpesada e absoluta.
Pessanha competiu em um grand prix feminino de peso pesado no BJJ Stars 11 em 9 de setembro de 2023. Ela derrotou três adversárias na mesma noite e conquistou o título. Ela retornou à competição da IBJJF no IBJJF Curitiba Spring Open 2023 em 8 de outubro de 2023, vencendo medalhas de ouro nas divisões superpesada e absoluta.
Pessanha conquistou uma medalha de ouro na divisão peso pesado do  Campeonato Mundial Profissional de Jiu-Jitsu de Abu Dhabi 2023 em 10 de novembro de 2023.
Pessanha competiu na divisão superpesada feminina do The Crown ao lado de Melissa Stricker,  Tayane Porfírio e  Amy Campo em 19 de novembro de 2023. Ela derrotou ambas as adversárias e venceu a divisão.
Pessanha venceu o prêmio de "Lutadora Feminina do Ano (Gi)" no JitsMagazine BJJ Awards 2023.

### 2024 - Terceiro duplo Grand Slam
O treinador de Pessanha, Márcio de Deus, anunciou que ela faria sua estreia no no-gi em algum momento de 2024.
Pessanha começou o ano competitivo vencendo medalhas de ouro nas divisões superpesada e absoluta no IBJJF Rio Summer Open em 14 de janeiro de 2024. Ela então conquistou medalhas de ouro nas divisões superpesada e absoluta do Campeonato Europeu da IBJJF em 27 de janeiro de 2024. Ela também venceu medalhas de ouro nas divisões superpesada e absoluta do Campeonato Pan-Americano da IBJJF 2024 em 24 de março de 2024.
Pessanha conquistou medalhas de ouro nas divisões superpesada e absoluta do Campeonato Mundial da IBJJF 2024 em 1º de junho de 2024. Ela então venceu as divisões superpesada e absoluta no IBJJF São Paulo Open em 15 de setembro de 2024. Pessanha também venceu as divisões superpesada e absoluta no IBJJF Rio Spring Open 2024 em 19 de outubro de 2024.
Pessanha competiu na divisão superpesada no segundo evento do The Crown em 17 de novembro de 2024. Ela derrotou Mayara Custódio [en], Tamiris Silva e  Melissa Cueto para vencer o título pela segunda vez.
Pessanha então fez sua estreia no no-gi no Campeonato Mundial de Jiu-Jitsu IBJJF No-Gi [en] 2024. Ela conquistou medalhas de ouro nas divisões superpesada e absoluta.
Pessanha venceu o prêmio de "Lutadora Feminina do Ano (Gi)" no Jits Magazine BJJ Awards 2024.

### 2025
Pessanha conquistou medalhas de ouro nas divisões superpesada e absoluta do Campeonato Europeu da IBJJF e no Campeonato Pan-Americano de Jiu-Jitsu Brasileiro de 2025.
Ela defendeu seu título absoluto contra  Tayane Porfírio no BJJ Stars 15 em 26 de abril de 2025. Elas se enfrentaram novamento no Campeonato Brasileiro 2025 e Gabi Pessanha venceu Tayane nas semi-finais da categoria absoluto, e foi campeã fazendo a final com Yara Soares. 
No dia seguinte, Gabi enfrentou Tayane novamente na final da categoria Super Pesado e perdeu por pontos.

## Ver Também
- Tainan Dalpra
- Luiza Monteiro
- Gracie Barra
- Carlos Lemos Júnior
- Braulio Estima
- Tayane Porfírio
- Megaton Dias
- Mikey Musumeci
- Cyborg Abreu
- Rafael Lovato Júnior
- Ffion Davies
- Maggie Grindatti
- Kaynan Duarte
- Beatriz Mesquita
- Gezary Matuda